# UGC 5764
Arp 267 ist eine irreguläre Galaxie im Sternbild Kleiner Löwe. Sie ist schätzungsweise 25 Mio. Lichtjahre von der Milchstraße entfernt.
Halton Arp gliederte seinen Katalog ungewöhnlicher Galaxien nach rein morphologischen Kriterien in Gruppen. Diese Galaxie gehört zu der Klasse Galaxien mit unregelmäßigen Klumpen.

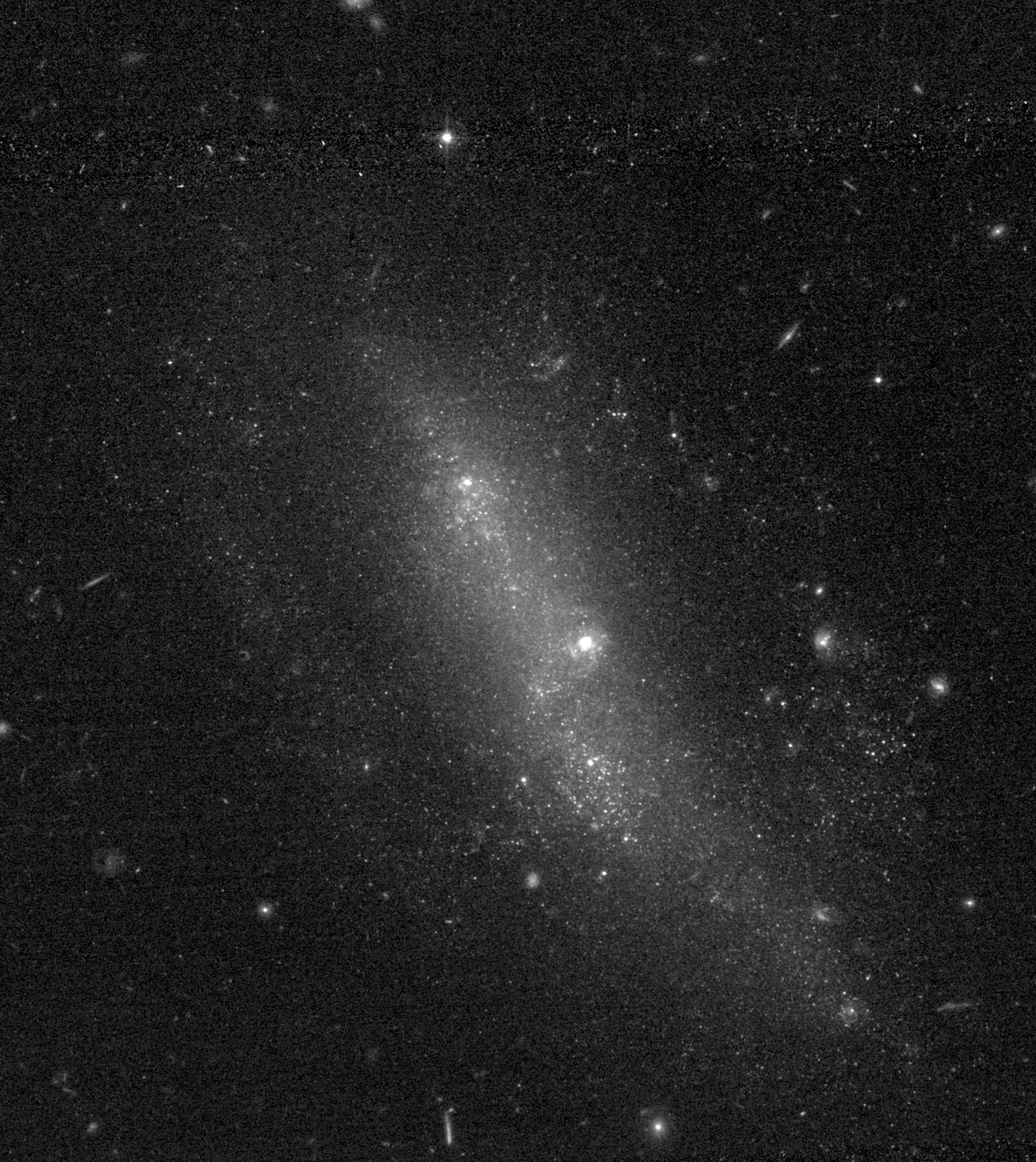
Aufnahme mithilfe des Hubble-Weltraumteleskops